# Psapharochrus amplitoris
Psapharochrus amplitoris là một loài bọ cánh cứng trong họ Cerambycidae.